# Ernst Busch (thống chế)
Ernst Bernhard Wilhelm Busch (6 tháng 7 năm 1885 - 17 tháng 7 năm 1945) là một Thống chế Đức Quốc xã trong Thế chiến thứ hai.

## Tiểu sử

### Tuổi thơ và trước Thế chiến thứ hai
Ernst Busch sinh ra ở Essen-Steele, Đức và từng theo học tại Học viện sĩ quan Groß Lichterfelde. Busch gia nhập Quân đội Phổ năm 1904 và phục vụ trong suốt Thế chiến thứ nhất. Kết thúc chiến tranh, ông ở lại quân đội và trở thành Thanh tra hậu cần năm 1925. Năm 1930 ông được thăng hàm trung tá và chỉ huy trung đoàn bộ binh 9.

### Thế chiến thứ hai
Busch phục vụ dưới quyền Wilhelm List trong cuộc xâm lược Ba Lan năm 1939. Trong những năm tiếp theo, ông chỉ huy Tập đoàn quân 16 trên mặt trận phía Tây. Busch đã tham gia chiến dịch Barbarossa và ngày 8 tháng 9 năm 1941, tập đoàn quân số 16 của ông phòng thủ thành công tại Demyansk rồi sau đó trở thành một phần của Trận Stalingrad. Trong cuộc phản công của Hồng quân, tập đoàn quân của ông phòng thủ từ Staraya Russa đến Ostashkov. Sau chiến dịch phòng thủ này ông được Hitler thăng lên hàm Thống chế (Generalfeldmarschall). Ông chỉ huy cụm tập đoàn quân trung tâm Đức quốc xã từ năm 1943 đến 1944, những thất bại liên tiếp trong tháng 7 năm 1944 đã khiến ông bị thải hồi và chỉ huy cụm tập đoàn quân trung tâm được thay thế bởi một thống chế khác là Walther Model.
Busch được gọi lại vào tháng 3 năm 1945 và được Hitler trao cho quyền chỉ huy cụm tập đoàn quân Tây Bắc. Cùng với tập đoàn quân dù số 1 của Kurt Student, cụm tập đoàn quân Tây Bắc của ông đã cố gắng trong một nỗ lực ngăn cản quân Đồng Minh vượt qua biên giới Đức. Busch đầu hàng quân Đồng Minh ngày 3 tháng 5 năm 1945 và chết trong tù tại Aldershot, Anh ngày 17 tháng 7 năm 1945. Ông được chôn tại nghĩa trang dành cho quân Đức tại Staffordshire.